# John Llewellyn Rhys Prize
Il John Llewellyn Rhys Prize è stato un premio letterario britannico assegnato annualmente alla migliore opera letteraria appartenente alla narrativa, alla saggistica, alla poesia o alla drammaturgia.
Assegnato a partire dal 1942 su iniziativa di Jane Oliver in ricordo del giovane marito John Llewellyn Rhys, scrittore e pilota della Royal Air Force ucciso nel 1940 durante la seconda guerra mondiale, il premio riconosceva all'autore vincitore una somma di 5000 sterline.
Finanziato dal quotidiano The Mail on Sunday dal 1987 al 2002, nel 2003 è subentrata come sponsor (in seguito a polemiche) l'organizzazione di beneficenza BookTrust fino alla definitiva sospensione del premio per mancanza di fondi avvenuta nel 2011.

## Albo d'oro[9]
- 1942: Michael Richey, Sunk by a Mine
- 1943: Morwenna Donnelly, Beauty for Ashes
- 1944: Alun Lewis, The Last Inspection
- 1945: James Aldridge, The Sea Eagle
- 1946: Oriel Malet, My Bird Sings
- 1947: Anne-Marie Walters, Moondrop to Gascony
- 1948: Richard Mason, Il vento non sa leggere (The Wind Cannot Read)
- 1949: Emma Smith, Maiden’s Trip
- 1950: Kenneth Allsop, Adventure Lit Their Star
- 1951: Elizabeth Jane Howard, The Beautiful Visit
- 1952: Premio non assegnato
- 1953: Rachel Trickett, The Return Home
- 1954: Tom Stacey, The Hostile Sun
- 1955: John Wiles, The Moon to Play With
- 1956: John Edgar Colwell Hearne, Voices Under the Window
- 1957: Ruskin Bond, The Room on the Roof
- 1958: Vidiadhar Surajprasad Naipaul, Il massaggiatore mistico (The Mystic Masseur)
- 1959: Dan Jacobson, A Long Way from London
- 1960: David Caute, At Fever Pitch
- 1961: David Storey, Fuga a Camden (Flight Into Camden)
- 1962: Robert Rhodes James, An Introduction to the House of Commons ex aequo con Edward Lucie-Smith, A Tropical Childhood and Other Poems
- 1963: Peter Marshall, Two Lives
- 1964: Nell Dunn, Up the Junction
- 1965: Julian Mitchell, The White Father
- 1966: Margaret Drabble, L'ostacolo di Rosamund (The Millstone)
- 1967: Anthony Masters, The Seahorse
- 1968: Angela Carter, La bottega dei giocattoli (The Magic Toyshop)
- 1969: Melvyn Bragg, Without a City Wall
- 1970: Angus Calder, The People's War
- 1971: Shiva Naipaul, Fireflies
- 1972: Susan Hill, The Albatross
- 1973: Peter Smalley, A Warm Gun
- 1974: Hugh Fleetwood, The Girl Who Passed for Normal
- 1975: David Hare, Knuckle ex aequo con Tim Jeal, Cushing’s Crusade
- 1976: Premio non assegnato
- 1977: Richard Cork, Vorticism & Abstract Art in the First Machine Age
- 1978: A. N. Wilson, The Sweets of Pimlico
- 1979: Peter Boardman, The Shining Mountain
- 1980: Desmond Hogan, The Diamonds at the Bottom of the Sea
- 1981: A. N. Wilson, The Laird of Abbotsford
- 1982: William Boyd, Come neve al sole (An Ice-Cream War)
- 1983: Lisa St Aubin de Terán, The Slow Train to Milan
- 1984: Andrew Motion, Dangerous Play
- 1985: John Milne, Out of the Blue
- 1986: Tim Parks, Loving Roger
- 1987: Jeanette Winterson, Passione (The Passion)
- 1988: Matthew Yorke, The March Fence
- 1989: Claire Harman, Sylvia Townsend Warner
- 1990: Ray Monk,  Ludwig Wittgenstein. Il dovere del genio (Ludwig Wittgenstein: The Duty of Genius)
- 1991: Alison Louise Kennedy, Geometria notturna (Night Geometry and the Garscadden Trains)
- 1992: Matthew Kneale, Nero Tamigi (Sweet Thames)
- 1993: Jason Goodwin, On Foot to the Golden Horn: A Walk to Istanbul
- 1994: Jonathan Coe, La famiglia Winshaw (What a Carve Up!)
- 1995: Melanie McGrath, Motel Nirvana
- 1996: Nicola Barker, Heading Inland
- 1997: Phil Whitaker, Eclipse of the Sun
- 1998: Peter Ho Davies, Aspettando Lady Godiva (The Ugliest House in the World)
- 1999: David Mitchell, Nove gradi di libertà (Ghostwritten)
- 2000: Edward Platt, Leadville
- 2001: Susanna Jones, Dove la terra trema (The Earthquake Bird)
- 2002: Hari Kunzru, L'imitatore (The Impressionist) premio rifiutato[10] - Mary Laven, Virgins of Venice
- 2003: Charlotte Mendelson, Daughters of Jerusalem
- 2004: Jonathan Trigell, Boy A
- 2005: Uzodinma Iweala, Beasts of No Nation
- 2006/2007: Sarah Hall, Le figlie del nord (The Carhullan Army)
- 2008: Henry Hitchings, The Secret Life of Words
- 2009: Evie Wyld, After the Fire, a Still Small Voice
- 2010: Amy Sackville, The Still Point[11]